# Echeta milesi
Echeta milesi là một loài bướm đêm thuộc phân họ Arctiinae, họ Erebidae.